# Dugovich Imre
Sárkuti Dugovich Imre (Kiscell, 1862. március 2. – Székesfehérvár, 1921. május 7.) hírlapiró.

## Életútja
Dugovich Miklós megyei hivatalnok és Hock Jozefa fia. A család Mátyás királytól kapta a nemességet Sárkuti előnévvel. Csáktornyán végezte a négy osztályú polgári iskolát és Szombathelyen a főgimnázium négy évét, ahol érettségi vizsgát tett. 1881-ben mint növendékpap a veszprémi szemináriumba lépett; azonban 1884-ben a papi pályát elhagyta s a magyar királyi belügyminisztériumban mint irattárnok nyert alkalmazást. Innét 1887. augusztus 1-jén a szófiai császári és királyi diplomáciai ügynökséghez küldték és 1887 decemberében kinevezték dragománnak. 1892-ben betegeskedése miatt kénytelen volt állását elhagyni és ezután Budapesten volt hírlapiró. Beszélt és írt magyarul, németül, horvát-szerbül, bolgárul, franciául és olaszul; oroszból is fordított. Halálát tüdővész okozta. Felesége Bertrand Anna volt.
Hírlapi cikkeket írt a Svoboda c. bolgár lapba (1889–90.) Munkatársa volt a Strausz Adolf által kiadott Népköltési gyűjteménynek. A Nemzetnek 1891. július 23-tól levelezője volt (Bulgária, Románia és Szerbiából); e lapba írt A bolgár mythologia ereklyéiről (1891. karácsoyni szám.) Az Egyenlőségbe A spanyol zsidók Bulgáriában c. cikksorozatot írta (1892) és a Magyar Salonban jelent meg Carmen Sylva Marie c. regényének fordítása. Szerkesztette a Fejér megyei Friss Hirek c. lapot.

## Munkái
- Budapest. Bpest, 1888. (Bolgárul. Előbb a Svobodában jelent meg.)
- Bolgár nyelvtan. Iskolai és magán használatra. Uo. 1892. (Strausz Adolffal együtt.)